# High Island (Hong Kong)

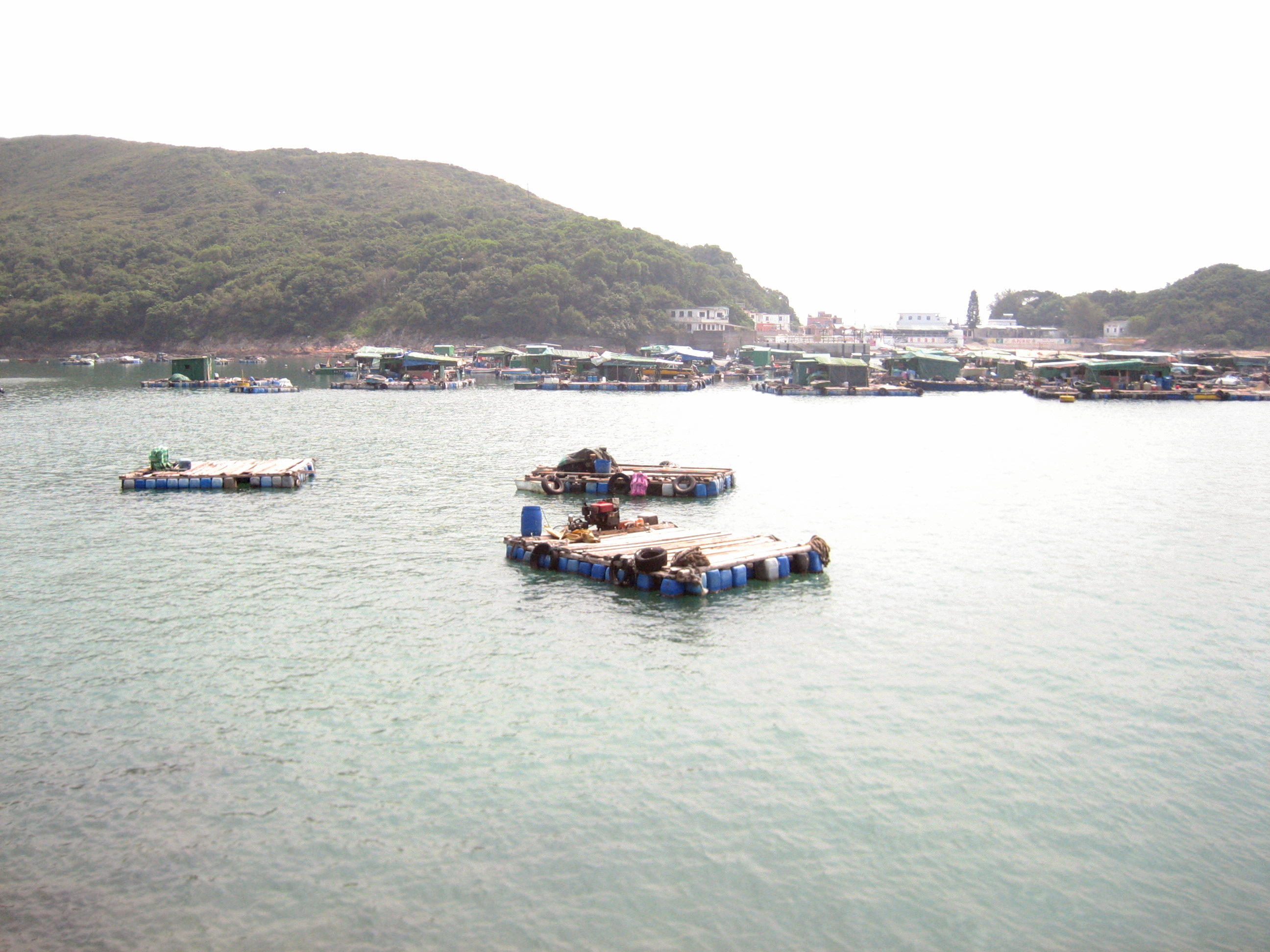
Elevage de poissons proche de Sha Kiu Tau, sur High Island à Hong Kong.

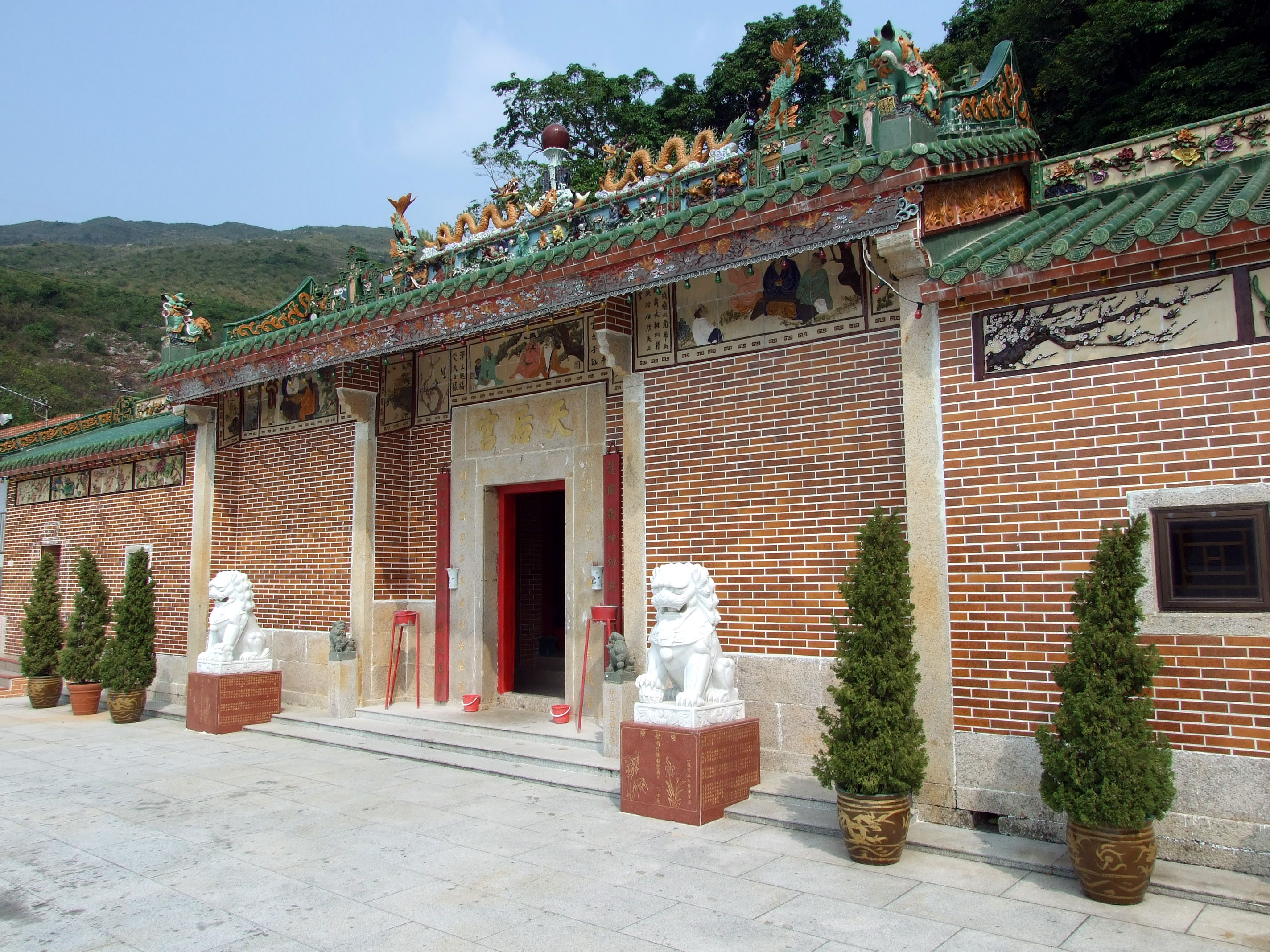
Tin Hau Temple à High Island

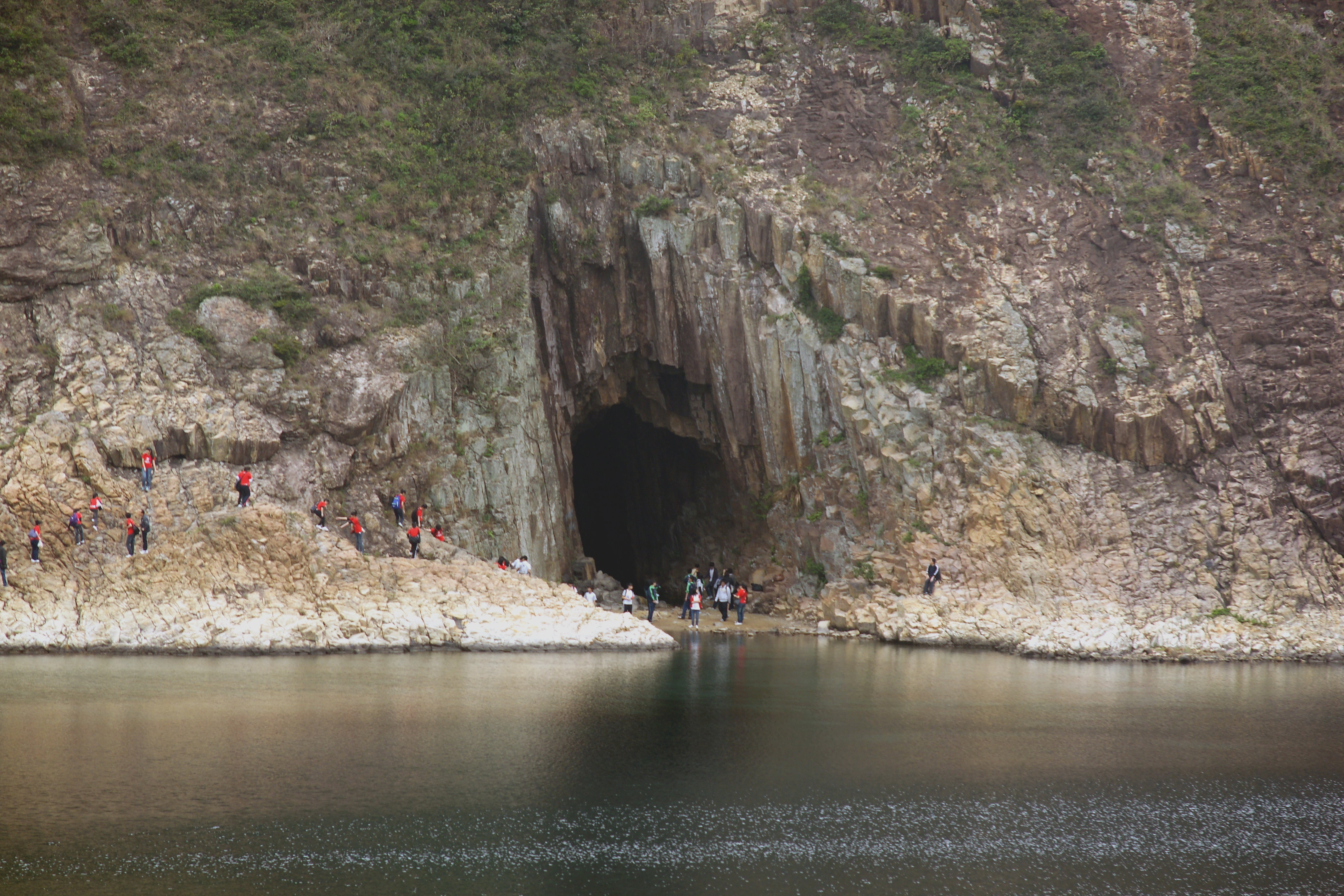
Une grotte maritime à High Island, proche du barrage Est du réservoir High Island

High Island ou Leung Shuen Wan (chinois traditionnel : 糧船灣 ; pinyin : liángchuán wān ; litt. « grain-ship-bay island » liángchuán wān ; littéralement : « grain-ship-bay island ») est une ancienne île située au sud-est de la péninsule de Sai Kung à Hong Kong. L'île a été reliée à la péninsule par deux barrages afin de fermer le détroit de Kwun Mun (chinois traditionnel : 官門海峽) et de former le réservoir de High Island. La construction de ces barrages a duré 10 ans, de 1969 à 1979. L'île fait partie du parc rural de Sai Kung Est. Aujourd'hui désignée comme étant une zone de pisciculture, l'île dispose de plusieurs restaurants de fruits de mer le long de sa rive.

## Géographie
High Island avait historiquement une superficie de 8,51 km2 et l'île a été la 4e plus grande île de Hong Kong en 1960. Sa rive ouest fait face à Rocky Harbour.
Quatre villages, Pak A (chinois traditionnel : 北丫), Tung A (chinois traditionnel : 東丫), Sha Kiu (chinois traditionnel : 沙橋) et Pak Lap (chinois traditionnel : 白腊), sont situés le long de la côte ouest. En 2006, quelques dizaines de personnes seulement habitaient dans ces quatre villages, et environ une centaine de personnes vivaient au sein de ces zones de pisciculture.

## Temple de Tin Hau
Un temple de Tin Hau (chinois traditionnel : 糧船灣天后宮) est construit sur High Island, entre Pak A et Tung A. Edifié en 1741, il est l'un des deux temples qui a une parade marine pour célébrer la fête de Tin Hau (chinois traditionnel : 天后誕). L'autre temple dédié à Tin Hau à Tun Mun en a une, une fois tous les dix ans. La fête de Tin Hau à High Island a lieu tous les deux ans. La cérémonie religieuse dure six jours et la parade marine est tenue la veille de l'anniversaire de Tin Hau. Le temple a été classé en tant que monument historique de Niveau II en 1996, et de niveau III en 2010.

## Transport
Il y a aussi des piliers dans la Pak A, Tung A et Sha Kiu, mais il n'y a pas de service de ferry à Haute de l'Île. Sai Kung Man Yee Route (chinois traditionnel : 西貢萬宜路) traverse la partie nord de la Haute Île, à peu près le long de la Haute Île Réservoir, à partir de l'Ouest du Barrage à l'Est du Barrage.